# Tenería del Santuario
Tenería del Santuario es una localidad del estado mexicano de Guanajuato. Es parte del municipio de Celaya.

## Demografía
| Gráfica de evolución demográfica |
|                                  |

| Censo | Población |
| ----- | --------- |
| 1900  | 555       |
| 1910  | 545       |
| 1921  | 518       |
| 1930  | 543       |
| 1940  | 442       |
| 1950  | 908       |
| 1960  | 1 164     |
| 1970  | 1 467     |
| 1980  | 1 877     |
| 1990  | 3 333     |
| 2000  | 3 938     |
| 2010  | 4 722     |
| 2020  | 5 195     |